# Jurinella corpulenta
Jurinella corpulenta är en tvåvingeart som först beskrevs av Townsend 1927.  Jurinella corpulenta ingår i släktet Jurinella och familjen parasitflugor. Inga underarter finns listade i Catalogue of Life.